# David Bowker
David Graham Bowker (15 de março de 1922 — 18 de março de 2020) foi um velejador britânico, medalhista olímpico. Ele competiu nos Jogos Olímpicos de Verão de 1956 na classe 5.5 Metre e conquistou a medalha de prata a bordo do Vision, ao lado de Robert Perry, John Dillon e Neil Kennedy-Cochran-Patrick.
Durante a Segunda Guerra Mundial, ele foi piloto de bombardeiro na Royal Air Force com a patente de tenente de voo. Em seguida, iniciou um negócio de construção de iates em Bosham com seu irmão mais velho, Robin.